# Leedey
Leedey é uma cidade  localizada no estado norte-americano de Oklahoma, no Condado de Dewey.

## Demografia
Segundo o censo norte-americano de 2000, a sua população era de 345 habitantes.
Em 2006, foi estimada uma população de 326, um decréscimo de 19 (-5.5%).

## Geografia
De acordo com o United States Census Bureau tem uma área de
1,0 km², dos quais 1,0 km² cobertos por terra e 0,0 km² cobertos por água. Leedey localiza-se a aproximadamente 631 m acima do nível do mar.

## Localidades na vizinhança
O diagrama seguinte representa as localidades num raio de 32 km ao redor de Leedey.